# 미국 출생 중국인
미국 태생의 중국인(American-born Chinese)은 중국인 혈통으로 미국에서 출생한 사람들이며, 국적상으로는 중국계 미국인에 속한다. 중국의 국민 정체성에 가까운 사람임을 암시하는 용어이다.

## 같이 보기
- 미국내 동아시아인에 대한 고정관념
- 죽싱(Jook-sing)
- 서드 컬처 키드
- 미국 태생의 혼란스러운 데시(American-born confused desi)